# Clube de Ciclismo da Aldeia de Paio Pires
Clube de Ciclismo da Aldeia de Paio Pires é um clube ligado à prática do ciclismo de competição de estrada, que se dedica à captação de jovens para esta modalidade e ao seu lançamento no mundo do ciclismo de alta competição. Desenvolve tambem as vertentes de BTT e Cicloturismo

## Localização
Esta colectividade fica situada na Aldeia de Paio Pires, Concelho do Seixal, Distrito de Setúbal.

## História
Clube de Ciclismo da Aldeia de Paio Pires foi fundado a 4 de Dezembro de 1996, nasce principalmente pelas mãos dos antigos responsáveis e fundadores da secção de ciclismo no Paio Pires Futebol Clube.
O clube inaugurou a sua sede social a 30 de Abril de 2000, com o apoio da Câmara Municipal do Seixal,da Junta de Freguesia da Aldeia de Paio Pires, com a presença dos respectivos presidentes e a presença do representante do presidente da União Velocipédica Portuguesa e o presidente da Associação de Ciclismo do Distrito de Setúbal, na qual o clube está inscrito.
Tem como abreviatura CCAPP e tem tido diversos sucessos no panorama ciclístico nacional através de campeões regionais e nacionais em vários escalões. Vários atletas do clube já representaram a selecção nacional. Pelo trabalho desenvolvido com os jovens no âmbito desportivo. O clube teve o reconhecimento público pelo Ministério da Juventude e do Desporto-Centro de Estudos e Formação Desportiva no ano 2000.
Este clube organiza as provas de ciclismo do Prémio de Ciclismo da Freguesia de Aldeia de Paio Pires e as Provas de ciclismo integradas na Seixaliada.

## Equipamento
Tem como cores principais o amarelo,encarnado e azul. A cor dominante pode variar consoante as cores do patrocinador.

## Escalões
O clube abrange todos os escalões de competição:
- Benjamins
- Iniciados
- Infantis
- Juvenis
- Cadetes
- Juniores
- Elite-sub 23
- Veteranos

E também as vertentes do BTT e cicloturismo.